# Ulf Eklöf
Ulf Nils Gustaf Eklöf, född 26 juli 1952 i Sankt Olai församling i Norrköping, är en svensk företagare. Han var grundare till företaget Stadium och dess verkställande direktör (VD) till 2008.
Eklöf kom tidigt i kontakt med detaljhandel i och med att föräldrarna drev en livsmedelsbutik i Norrköping, där han växte upp. Medan han fortfarande studerade vid Handelshögskolan i Göteborg köpte han 1974 Spiralen Sport, en sportavdelning i varuhuset Spiralen i Norrköping som i samband med detta gjordes om till en fristående sportbutik. Köpet genomfördes genom ett lån på 200 000 kronor. Den yngre brodern Bo "Bobo" Eklöf kom därefter in i företaget som delägare. Bröderna drev under kommande år flera sportbutiker på olika orter i Sverige, bland annat Race Marine i Stockholm. Eklöf bestämde sig därefter att öppna en stor sportbutik i centrala Stockholm. Butiken på Sergelgatan i Stockholm öppnades 25 mars 1987 under namnet The Stadium, hade en iögonenfallande butiksdesign med löparbanor markerade på golvet i butiken. Omfattande marknadsföring genomfördes också i samband med öppnandet. Bland annat invigdes butiken av Steve Cram, en brittisk friidrottare som vunnit VM-guld och OS-silver, som sprang med en fackla från Kungsträdgården till Sergelgatan. Den första Stadium-butiken blev mycket framgångsrik och uppnådde en försäljning om 65 miljoner kronor första året, jämfört med de 35 miljoner som hade budgeterats inför öppnandet.
Företaget expanderade därefter med fler Stadium-butiker, inledningsvis i Sverige och därefter även i andra länder. 2017 fanns 170 butiker med 3500 anställda och omsättningen var 6 miljarder kronor.
Eklöf utsågs till Årets entreprenör i Sverige år 2000, ett pris som senare döptes om till Entrepreneur Of The Year.
Eklöf övergick 2008 från att vara VD för Stadium till att vara styrelseledamot, och efterträddes på VD-posten av Gustaf Öhrn. I slutet av 2015 blev Ulf Eklöfs son Karl Eklöf VD för Stadium.